# Panic! (jeu vidéo)
Pour les articles homonymes, voir Panic et Switch.
Panic! (Switch! au Japon) est un jeu vidéo de réflexion sorti en 1993 sur Mega-CD. Le jeu a été réédité sur PlayStation 2 en 2002.

## Système de jeu
Tableau par tableau, le joueur doit résoudre différentes situations complètement loufoques.